# 平壤民俗公園
平壤民俗公園（：／）是朝鮮平壤的一座主題樂園。位於大城山山腳下，樂園主題以朝鮮歷史為主，2008年12月開始建造，2012年9月完工開放。肅川郡與沙里院市亦有民俗公園。公園中的朝鮮民俗村是受歡迎的景點。平壤民俗公園鮮少有觀光客造訪，每有觀光客也都是隨官方旅行團前來的。2016年六月起平壤民俗公園以整修為由關閉，新聞報導指出這可能與金正恩與他的姑父張成澤的恩怨有關，後者於2013年被處決前曾主導平壤民俗公園的建造。